# Synallaxis tithys
El pijuí cabecinegro (Synallaxis tithys), también denominado colaespina cabecinegruzco (en Ecuador), cola-espina de cabeza negruzca (en Perú) o pijuí de cabeza negra, es una especie de ave paseriforme de la familia Furnariidae perteneciente al numeroso género Synallaxis. Es endémica de una pequeña región al suroeste de Ecuador y noroeste de Perú.

## Distribución y hábitat
Se distribuye por la región tumbesina del suroeste de Ecuador (Manabí, Guayas, El Oro y Loja) y el inmediatamente adyacente noroeste de Perú (Tumbes, Piura).
Esta especie es considerada poco común y local en su hábitat natural: el sotobosque denso de bosques caducifolios  entre el nivel del mar y 1100 metros de altitud.

## Descripción
Mide entre 16 y 17 cm de longitud y pesa entre 14 y 18 gramos. Es un atractivo Synallaxis de cabeza y pescuezo gris oscuro, negruzco en la frente; gris oliváceo encima, las cobertoras de las alas son rufo canela brillante; la cola tiznada. La garganta es negra y la región malar blanco ceniciento; por abajo es gris, más pálido en el ábdomen.

## Estado de conservación
El pijuí cabecinegro ha sido calificado como vulnerable por la Unión Internacional para la Conservación de la Naturaleza (IUCN) —anteriormente se le calificaba como amenazado de extinción—  debido a la acelerada pérdida de hábitat y a que su población total, considerada decreciente, ha sido estimada entre 3500 y 15000 individuos. En un estudio conducido en Perú en 2009-2010, fue encontrado en 19 nuevas localidades, 9 en Tumbes y 10 en Piura, extendiendo su zona conocida 110 km al sur.

### Amenazas
La tasa de deforestación abajo de los 900 m s. n. m. en Ecuador ha sido de 57% por década entre 1958 y 1988, pero en la parte alta de su zona de distribución, la deforestación ha sido más lenta y permanece una gran proporción de la foresta. Como no ocurre encima de los 1100 m s. n. m., debe ser una de las más amenazadas especies florestales tumbesinas. Todos los tipos de bosques entre su zona han disminuido grandemente debido al corte para agricultura. El persistente pastoreo de ganado y cabras retiran la maleza del sotobosque e impiden la regeneración. La rápida pérdida de hábitat continúa y luego irá retirar toda la foresta existente.

### Acciones de conservación
Ocurre en varias áreas protegidas, como la Reserva nacional de Tumbes en Perú, Parque nacional Machalilla (grande, pero que precisa mayor protección), bosque protegido de Cerro Blanco, Reserva ecológica Arenillas (la mayor área intacta de foresta seca y de matorrales del suroeste de Ecuador) y la reserva Algodonal, todas en Ecuador. Esta última es muy pequeña (0,35 km²) parte de una foresta seca mayor, perturbada (c.30 km²)en la Hacienda Jujal, con áreas de bosques bien mayores en el lado peruano adyacente.

## Comportamiento
Usualmente anda en pares que juguetean en o cerca del suelo, prefiriendo enmarañados densos, es furtivo al menos que esté vocalizando.

### Vocalización
Su canto distintivo es un trinado largo, seco y ascendente, «t-t-t-t-t-trit?» repetido cada pocos segundos.

## Sistemática

### Descripción original
La especie S. tithys fue descrita por primera vez por el zoólogo polaco Władysław Taczanowski en 1877 bajo el mismo nombre científico; su localidad tipo es: «Lechugal, Tumbes, Perú».

### Etimología
El nombre genérico femenino «Synallaxis» puede derivar del griego «συναλλαξις sunallaxis, συναλλαξεως sunallaxeōs»: intercambio; tal vez porque el creador del género, Vieillot, pensó que dos ejemplares de características semejantes del género podrían ser macho y hembra de la misma especie, o entonces, en alusión a las características diferentes que garantizan la separación genérica; una acepción diferente sería que deriva del nombre griego «Synalasis», una de las ninfas griegas Ionides. El nombre de la especie «tithys», proviene del griego tardío «τιτις titis, «τιτιδος titidos»: pequeño pájaro gorjedor mencionado por Focio.

### Taxonomía
Es monotípica.